# Markus Persson
Markus Alexej Persson (født 1. juni 1979), også kendt som Notch, er en svensk computerspilsprogrammør og spildesigner. Han kendes først og fremmest for at have skabt sandbox-videospillet Minecraft og grundlagt videospilsfirmaet Mojang i 2009. Perssons primære satsning ved grundlæggelsen af Mojang var Minecraft, som siden sin tech-demo i 2009 har opnået stor popularitet og støtte. Han har siden da opnået betydelig bemærkelse inden for videospilsindustrien, vundet flere priser og etableret relationer med branchens overhoveder. Han beholdt indtil spillets officielle lancering i 2011 sin position som hoveddesigner for Minecraft, hvorefter han overførte kreativ autoritet til Jens Bergensten. Han fortsatte med at arbejde på Minecraft, indtil han forlod Mojang i november 2014, efter det blev opkøbt af Microsoft for 2,5 milliarder USD. Microsoft tog til sidst afstand fra Persson efter kontroversielle kommentarer om emner som race og køn på Perssons X-konto.